# Ластівка карликова
Ластівка карликова (Atticora tibialis) — вид горобцеподібних птахів родини ластівкових (Hirundinidae). Мешкає в Центральній і Південній Америці.

## Підвиди
Виділяють три підвиди:

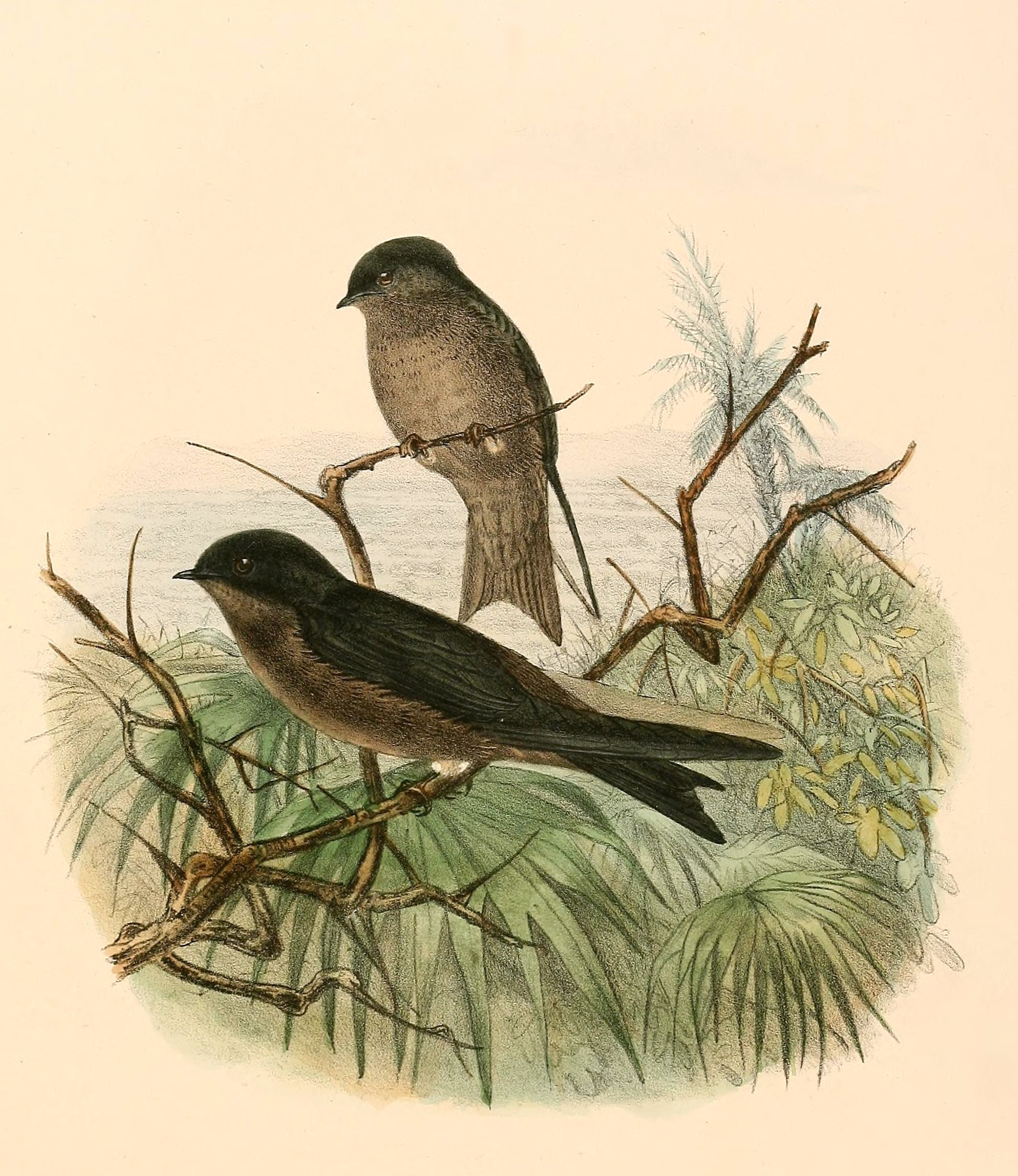
Карликові ластівки

- A. t. minima (Chapman, 1924) — східна Панама, захід Колумбії і Еквадору;
- A. t. griseiventris (Chapman, 1924) — від південної Колумбії до Гвіани, північної Болівії і західної Бразильської Амазонії;
- A. t. tibialis (Cassin, 1853) — південно-східне узбережжя Бразилії (від Еспіріту-Санту до Ріо-де-Жанейро і Сан-Паулу).

## Поширення і екологія
Карликові ластівки мешкають в Панамі, Колумбії, Еквадорі, Перу, Болівії, Бразилії, Венесуелі, Гаяні, Суринамі і Французькій Гвіані. Вони живуть у вологих рівнинних тропічних лісах та на прилеглих відкритих місцевостях, на берегах річок. Зустрічаються невеликими зграйками, на висоті до 1600 м над рівнем моря. Живляться комахами, яких ловлять в польоті. Гніздяться в норах або в тріщинах серед скель.